# Tampere United
El Tampere United és un club de futbol finlandès de la ciutat de Tampere.

## Història
El club nasqué el juliol de 1998. La idea inicial era fusionar dos clubs locals, el FC Ilves i el TPV Tampere però finalment el TPV decidí continuar tot sol amb el seu propi equip. Així, el FC Ilves continuà jugant a les categories inferiors amb el seu antic nom i l'equip professional es convertí en el Tampere United. L'evolució del nom del club ha estat la següent:
- 1931: Ilves Viipuri
- 1945: IKissat Tampere, l'equip canvià de ciutat després de la II Guerra Mundial, en ser Viipuri annexionada per la Unió Soviètica
- 1974: FC Ilves, després de fusionar-se amb el club TaPa-Tampereen Palloilijat (fundat el 1920)
- 1998: Tampere United

## Palmarès
- Lliga finlandesa de futbol: (5)
  - 1950 (IKissat Tampere), 1983 (Ilves Tampere), 2001, 2006, 2007

- Copa finlandesa de futbol: (3)
  - 1979 (Ilves Tampere), 1990 (Ilves Tampere), 2007

## Futbolistes destacats
- Jarkko Wiss
- Pasi Salmela
- Ville Lehtinen
- Janne Räsänen
- Petri Heinänen
- Juska Savolainen
- Vasile Marchis
- Dionisio
- Noah Hickey
- Lee Jones
- Gerry Creaney (1999)
- László Répási (1999-2001)